# Ahmed Bensouda
Pour les articles homonymes, voir Bensouda.
Ahmed Bensouda né le 20 décembre 1920 à Fès, décédé le samedi 26 avril 2008 à Rabat a été le secrétaire d'État à la Jeunesse et aux Sports sous le gouvernement Bekkay Ben M'barek Lahbil et ancien conseiller du Roi Hassan II. Il faisait partie des gens qui ont jeté les bases du mouvement national. Il a adhéré dès son enfance à la lutte contre l'occupant au sein du parti de la Choura et de l'Istiqlal. À cause de son militantisme, il avait goutté aux affres de la prison des colonisateurs français et espagnols. Il a créé en 1947 le journal Arrai Al Am (opinion publique), était connu pour ses écrits politiques et par un style journalistique distingué. Au lendemain de la Marche verte, il a été nommé gouverneur au Sahara occidental, où il a descendu le drapeau espagnol du haut de la résidence du gouverneur militaire espagnol et élevé celui du Maroc.

## Sources
1. ↑  Historique des gouvernements Marocain
2. ↑  « Le Matin - Ahmed Bensouda : la fidélité chevillée au corps », sur Le Matin, 30 avril 2008 (consulté le 22 octobre 2021)